# Prkos (osjećaj)
Prkos ili inat je osjećaj kada osoba postupa protivno nečijoj volji ili mišljenju. Prkos motivira na ona ponašanja koja će osporiti negativna mišljenja koja o osobi ima netko drugi i kojima želi očuvati integritet svojeg Ja.
Prkos motivira osobu na odbijanje zahtjeva u slučajevima kada postoji osjećaj nezaslužene inferiornosti svojeg Ja i kada osoba doživi neku akciju poput omalovažavanja i stoga je prkos uvijek socijalni osjećaj.
Prkos i ljutnja naizgled su slični osjećaji, ali razlikuju se po tome što je ljutnja usmjerena na ponašanje, a ne na samu osobu kao što je slučaj kod prkosa.